# Campionati europei di karate 1991
La 26ª edizione del campionato europeo di karate si è svolta ad Hannover nel 1991. Hanno preso parte alla competizione 349 karateka provenienti da 32 paesi.

## Campioni d'Europa

### Kata
| Categoria             | Vincitore        |
| Individuale maschile  | Luis-María Sanz  |
| Individuale femminile | Simone Schreiner |
| Squadre maschili      | Francia          |
| Squadre femminili     | Spagna           |

### Kumite
| Categoria              | Vincitore       |
| Fino a 60 kg maschile  | Juan Gomez      |
| Fino a 65 kg maschile  | Tim Stephens    |
| Fino a 70 kg maschile  | Haldun Alagas   |
| Fino a 75 kg maschile  | Fernando Blanco |
| Fino ad 80 kg maschile | Mervin Etienne  |
| Oltre 80 kg maschile   | John Roddie     |
| Open maschile          | Wayne Otto      |
| Open ippon maschile    | Kemal Aktepe    |
| Fino a 53 kg femminile | Sari Laine      |
| Fino a 60 kg femminile | E. McCord       |
| Oltre 60 kg femminile  | C. Belrhiti     |
| Squadre maschili       | Spagna          |
| Squadre femminili      | Francia         |